# Pievefavera
Pievefavera è una frazione del comune di Caldarola, in provincia di Macerata.
Di notevole interesse ambientale e paesaggistico oltre che storico e culturale, le sue colline, coperte di ulivi, scendono gradualmente sul sottostante lago di Caccamo e costituisce l'areale prevalente della Cultivar Coroncina, varietà di olivo marchigiana per la produzione di olio di ottima qualità, molto fruttato, amaro e pungente, con sentore di carciofo, di colore verde intenso, ad elevato contenuto in polifenoli e clorofilla e buon rapporto insaturi/saturi. Altre varietà locali accompagnano la Coroncina nei vecchi oliveti, garantendone probabilmente l'impollinazione, dato che la maggior parte delle varietà di olivo è autosterile e necessita di altre varietà intercompatibili. È presente nel territorio il Piantone di Mogliano detto in questa zona  "Oliva Riccia", e in percentuali minori troviamo l'Orbetana (sinonimi "Oliva Sarga", “Bastarda”), l'Oliva grossa di Croce, l'Ascolana Dura, il Moraiolo (sinonimo "Folignata"), ma anche Frantoio e Leccino.

## Storia

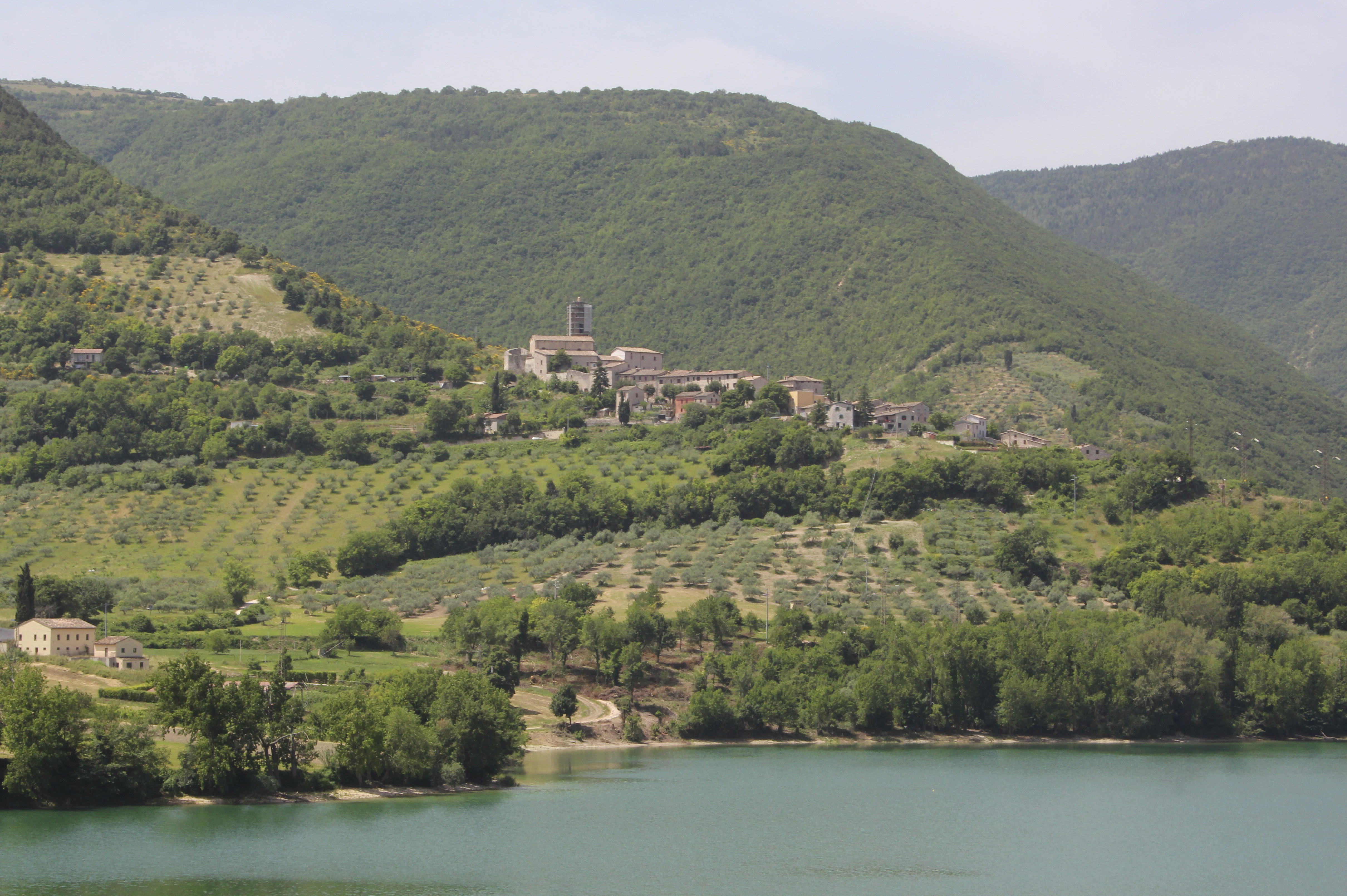
Pievefavera e il Lago di Caccamo

Il castello risalente al XIII secolo, conserva quasi intatta la struttura muraria con tre cortine e quattro torri.
Lungo la sponda meridionale del lago sorge un'area archeologica di epoca romana dove sono presenti strutture di età tardo repubblicana appartenenti alla "pars rustica" di una villa. Nei pressi è situato l'Antiquarium dove sono conservati i materiali archeologici.
Nel 1883 alcuni scavi archeologici nella zona di Mercatale (ai piedi dell'attuale paese, sulla riva destra del fiume Chienti) portano alla luce i reperti ed una tomba del periodo romano, elementi che negli anni, a cominciare dalle prime teorizzazioni del Feliciangeli, avvaloreranno l'esistenza di un antico nucleo romano chiamato Faveria nato alla base dell'attuale sito, come "mansio" lungo il diverticolo dell'antica via Flaminia.
In seguito alla caduta dell'Impero Romano, Pievefavera seguì le sorti di tutti quei piccoli centri montani che per continuare a vivere si arroccarono in luoghi impervi, al sicuro di mura castellane.
La cellula germinativa del nuovo insediamento fu la pieve; i documenti più antichi nei quali si fa espressamente menzione della "plebs" sono pergamene descrittive delle proprietà dell'Abbadia di Fiastra risalenti al 1170.
Da questo momento la storia di Pievefavera sarà strettamente legata alle vicende del Comune di Camerino che nel periodo compreso tra il XIII sec. e l'inizio del XVI sec. realizzò il più grosso ed efficiente sistema difensivo della Bassa Marca. La posizione strategica di Pievefavera a difesa del confine in direzione sud-est, nonché il suo peculiare rapporto diretto con la famiglia dei Varano che dominò in Camerino per circa tre secoli, l'importanza stessa della pieve in possesso (fino al 1453) dell'unica fonte battesimale della zona, decretarono la superiorità del borgo fortificato rispetto a quelli limitrofi e la sua sopravvivenza nei secoli.
Il vincolo strettissimo di Pievefavera con la famiglia titolare della Signoria è testimoniato da diversi documenti; fra i più significativi:
1263 - Guido, Vescovo di Camerino, conferma gli antichi diritti di giurisdizione ecclesiastica e civile di patronato ai nobili Da Varano,
1350 - Gentile II Da Varano vieta agli eredi la vendita o cessione del giuspatronato di Pievefavera,
1403 - Rodolfo, figlio di Gentile ottiene la conferma canonica del diritto esclusivo della famiglia Varano di eleggere e nominare il plebano di Pievefavera.
Così come l'espansione fortificata è in stretta connessione alla crescita del comune di Camerino, la sua decadenza, o meglio l'arresto della crescita della sua struttura castellare segue il declino della famiglia Da Varano che viene esautorata nel 1434. Camerino dopo un decennio di repubblica e un ritorno dei Da Varano nella figura del Principe Giulio Cesare, nel 1502 è definitivamente conquistato da Cesare Borgia e da Giovanni Borgia governato sino al 1539 anno dell'incameramento del Ducato di Camerino da parte della Sede Apostolica. Questa data si può ritenere conclusiva della fase attiva nella storia delle fortificazioni del territorio camerte; lo Stato della Chiesa infatti, anche per le mutate condizioni storiche/politiche non si avvalse delle potenzialità militari dei nuovi centri annessi che per il loro aspetto fortificato rimasero cristallizzati, per quello che il trascorrere dei secoli ci permette di vedere, ad un'immagine tre-quattrocentesca.
La struttura urbana di Pievefavera è giunta praticamente intatta sino ai giorni nostri.
Il nucleo centrale di tutto l'insediamento è la Pieve della quale si hanno notizie documentate sin dal XII secolo. Da questo punto situato nella zona più in alto, l'espansione in due fasi successive segnate dalla costruzione di due ulteriori cinte murarie. Un documento datato 1266 attesta l'acquisto di terre per la costruzione a nord delle mura cittadine da parte del pievano Berardo Da Varano, mentre l'ultima cerchia è ascrivibile al XVI secolo. Ancora oggi è perfettamente individuato il percorso principale che dalla porta più in basso, a nord, conduceva alla Pieve attraverso tre porte ovvero tre secoli di storia.
Nell'insieme, Pievefavera si presenta fortificata su quasi tutto il perimetro (ad eccezione del lato nord-ovest dove le mura sono state inglobate dal palazzo signorile e in parte demolite) con cortine verticali in pietra calcarea bianca. Cinque torri vigilavano sulle mura cittadine: tre a pianta quadrata di cui due rompitratta e una angolare, due poligonali agli angoli contrapposti secondo uno schema tipico locale.